# Linea Negishi
La Linea Negishi (根岸線?, Negishi-sen) è una linea ferroviaria a carattere metropolitano giapponese gestita dalla JR East a scartamento ridotto che collega le stazioni di Yokohama e di Ōfuna, entrambe nella prefettura di Kanagawa. Oltre che dai treni passeggeri, la linea è anche percorsa da treni merci. La ferrovia non esiste come servizio indipendente, ma quasi tutti i treni che la percorrono fanno parte del servizio Keihin-Tōhoku, continuando quindi oltre Yokohama a Kamata, Tokyo e Ōmiya. Per questo, sulle mappe della rete, il segmento fra Ōmiya e Ōfuna è generalmente indicato come Linea Keihin-Tōhoku—Negishi (京浜東北線・根岸線?, Keihin-Tōhoku—Negishi-sen). I treni di questa relazione sono riconoscibili per la striscia azzurra sul fianco. Alcuni treni inoltre entrano nella linea Yokohama e continuano verso Hachiōji.

## Servizi

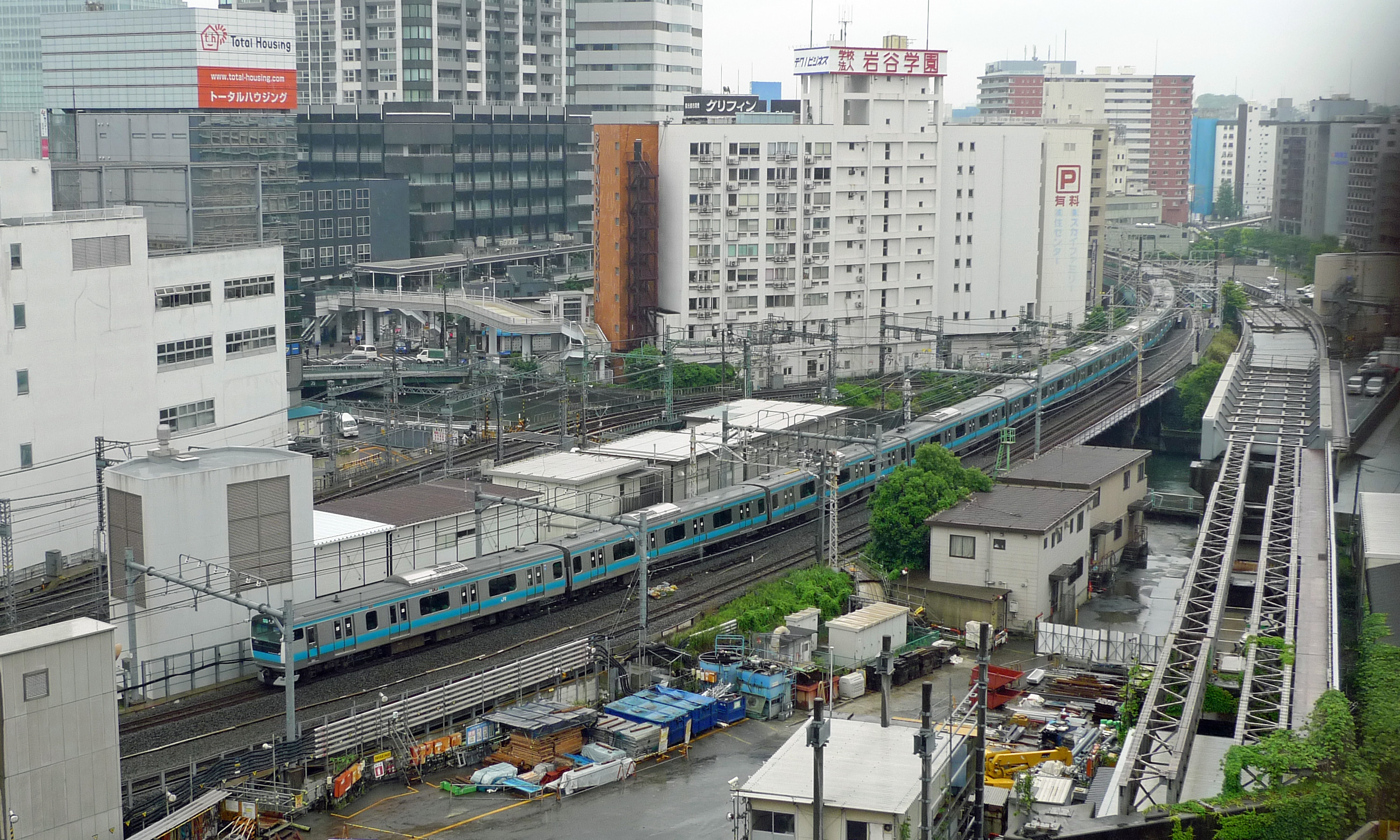
Vista di un treno del servizio Keihin-Tōhoku

Durante il giorno i treni passano ogni 3 minuti fra Yokohama e Sakuragichō (includendo i treni della linea Yokohama). Fra Sakuragichō e Isogo i treni sono ogni 5 minuti, e fra quest'ultima e Ōfuna ogni 10 minuti. L'Espresso limitato Hamakaiji viaggia su questa linea.

### Treni merci
I treni merci utilizzano molto la linea Negishi. Le principali compagnie che sfruttano la linea sono le seguenti_
- Linea merci Takashima
- Linea Kanagawa Rinkai
- Linea merci Tōkaidō

## Percorso
- Tutte le stazioni si trovano nella Prefettura di Kanagawa.
- Tutti i treni fermano a tutte le stazioni (ad eccezionedi alcuni treni stagionali).

| Stazione | Giapponese | Distanza      | Distanza    | Distanza | Distanza    | Collegamenti | Posizione | Posizione | Posizione |
| Stazione | Giapponese | Interstazione | Totale      | Totale   | Totale      | Collegamenti | Posizione | Posizione | Posizione |
| Stazione | Giapponese | Interstazione | da Yokohama | da Ōmiya | da Hachiōji | Collegamenti | Posizione | Posizione | Posizione |
| --- | ---------- | ------------- | ----------- | -------- | ----------- | --- | --------- | --------- | --------- |
| Servizio diretto attraverso la Linea Keihin-Tōhoku per Ōmiya e da Higashi-Kanagawa via Linea Yokohama per Hachiōji |            |               |             |          |             | |           |           |           |
| Yokohama | 横浜       | -             | 0.0         | 59.1     | 44.4        | ■ Linea Yokohama ■ Linea Keihin-Tōhoku (servizio diretto) ■ Linea principale Tōkaidō ■ Linea Shōnan-Shinjuku ● Linea Tōkyū Tōyoko ● Linea Keikyū Principale ● Linea Sagami Principale Linea blu ● Linea Minato Mirai | Nishi-ku  | Yokohama  |           |
| Sakuragichō | 桜木町     | 2.0           | 2.0         | 61.1     | 46.4        | Linea blu | Naka-ku   | Yokohama  |           |
| Kannai | 関内       | 1.0           | 3.0         | 62.1     | 47.4        | Linea blu | Naka-ku   | Yokohama  |           |
| Ishikawachō | 石川町     | 0.8           | 3.8         | 62.9     | 48.2        | | Naka-ku   | Yokohama  |           |
| Yamate | 山手       | 1.2           | 5.0         | 64.1     | 49.4        | | Naka-ku   | Yokohama  |           |
| Negishi | 根岸       | 2.1           | 7.1         | 66.2     | 51.5        | | Isogo-ku  | Yokohama  |           |
| Isogo | 磯子       | 2.4           | 9.5         | 68.6     | 53.9        | | Isogo-ku  | Yokohama  |           |
| Shin-Sugita | 新杉田     | 1.6           | 11.1        | 70.2     | 55.5        | Linea Kanazawa Seaside Linea Keikyū Principale (Sugita) | Isogo-ku  | Yokohama  |           |
| Yōkōdai | 洋光台     | 3.0           | 14.1        | 73.2     | 58.5        | | Isogo-ku  | Yokohama  |           |
| Kōnandai | 港南台     | 1.9           | 16.0        | 75.1     | 60.4        | | Kōnan-ku  | Yokohama  |           |
| Hongōdai | 本郷台     | 2.5           | 18.5        | 77.6     | 62.9        | | Sakae-ku  | Yokohama  |           |
| Ōfuna | 大船       | 3.6           | 22.1        | 81.2     | 66.5        | ■ Linea principale Tōkaidō ■ Linea Shōnan-Shinjuku ■ Linea Yokosuka Monorotaia Shōnan | Sakae-ku  | Yokohama  |           |
| Ōfuna | 大船       | 3.6           | 22.1        | 81.2     | 66.5        | ■ Linea principale Tōkaidō ■ Linea Shōnan-Shinjuku ■ Linea Yokosuka Monorotaia Shōnan | Kamakura  |           |           |